# Vierschanzentournee 1954/55
Bei der 3. Vierschanzentournee 1954/55 fand das Springen in Oberstdorf am 30. Dezember statt, am 1. Januar folgte das Springen in Garmisch-Partenkirchen und am 6. Januar das Springen in Innsbruck. Die Veranstaltung in Bischofshofen wurde am 8. Januar durchgeführt. Geprägt wurde die Tournee von den finnischen Springern Hemmo Silvennoinen, Eino Kirjonen und Aulis Kallakorpi, die in dieser Reihenfolge auch die Tournee für sich entschieden. Sie belegten 9 von 12 Podiumsplätzen. Vor allem durch ihren neuen Sprungstil mit angelegten statt ausgestreckten Armen konnten sie die Sprungrichter überzeugen. Diese, damals auch Finnischer Stil genannte, Sprungtechnik bewährte sich bis Ende der 1980er Jahre, als sie durch den V-Stil abgelöst wurde. Neben der Springernation Norwegen kämpften aber auch vermehrt die österreichischen und deutschen Springer um Podiumsplätze.

## Teilnehmer
Die nachfolgende Tabelle listet alle Springer auf, die auf der Homepage der FIS im Statistik-Bereich aufgeführt sind. Diese Zusammenstellung ist mit großer Wahrscheinlichkeit nicht vollständig.
| Nation         | Athleten |
| -------------- | --- |
| BR Deutschland | Hermann Anwander, Max Bolkart, Toni Brutscher, Franz Dengg, Franz Eder, Edi Heilingbrunner, Sepp Hohenleitner, Josef Kleisl, Toni Landenhammer, Ewald Roscher                                                     |
| Österreich     | Josef Bradl, Franz Gradwohl, Walter Habersatter, Ernst Hohenegg, Alois Leodolter, Ferdl Kerber, Otto Leodolter, Willi Lichtenegger, Karl Mair, Albin Plank, Rudolf Schweinberger, Erwin Steinegger, Heinz Winkler |
| Finnland       | Aulis Kallakorpi, Eino Kirjonen, Hemmo Silvennoinen |
| Norwegen       | Gunder Gundersen, Kjell Knarvik, Asbjørn Moland, Torbjørn Ruste, Thorleif Schjelderup |
| Schweden       | Lars-Åke Bergseije, Toivo Lauren |
| Schweiz        | Gottfried Bühler, Hans Däscher |

## Oberstdorf
- Datum: 30. Dezember 1954[1]
- Land:  BR Deutschland
- Schanze: Schattenbergschanze

Die ersten 10 Plätze teilten sich nur 3 Nationen: Finnland, Norwegen und Deutschland. Den Finnen gelang dabei der allererste Dreifacherfolg in der Geschichte der Vierschanzentournee. Die deutschen Springer sorgten mit 4 Platzierungen unter den besten 10 für einen Achtungserfolg vor heimischer Kulisse von ca. 3000 Zuschauern. Der Mitfavorit Sepp Bradl, erster Tourneegewinner, landete nach einem Trainingssturz, bei dem er Gesichtsverletzungen erlitt, auf Platz 13. Wegen Schneemangels und der daraus erfolgten Belegung des Anlaufs mit Schneeziegeln wurde mit verkürztem Anlauf gesprungen, um das Verletzungsrisiko zu minimieren.
| Pos. | Springer             | Land           | Punkte |
| ---- | -------------------- | -------------- | ------ |
| 01   | Aulis Kallakorpi     | Finnland       | 224,0  |
| 02   | Hemmo Silvennoinen   | Finnland       | 220,0  |
| 02   | Eino Kirjonen        | Finnland       | 220,0  |
| 04   | Kjell Knarvik        | Norwegen       | 217,0  |
| 04   | Torbjörn Ruste       | Norwegen       | 217,0  |
| 06   | Toni Brutscher       | BR Deutschland | 216,5  |
| 07   | Sepp Hohenleitner    | BR Deutschland | 216,0  |
| 08   | Gunder Gundersen     | Norwegen       | 215,0  |
| 09   | Max Bolkart          | BR Deutschland | 213,5  |
| 10   | Sepp Kleisl          | BR Deutschland | 210,0  |
| 11   | Albin Plank          | Österreich     | 209,0  |
| 12   | Franz Eder           | BR Deutschland | 208,0  |
| 13   | Toivo Lauren         | Schweden       | 207,5  |
| 13   | Thorleif Schjelderup | Norwegen       | 207,5  |
| 13   | Josef Bradl          | Österreich     | 207,5  |

## Garmisch-Partenkirchen
- Datum: 1. Januar 1955[2]
- Land:  BR Deutschland
- Schanze: Große Olympiaschanze

Auch beim Neujahrsspringen in Garmisch-Partenkirchen gab es einen finnischen Dreifacherfolg. Dabei konnte Aulis Kallkorpi erneut den Wettbewerb für sich entscheiden und führte nun die Gesamtwertung mit 11,5 Punkten Vorsprung an. Die deutschen Springer zeigten erneut eine starke Mannschaftsleistung, 3 Springer kamen unter die besten 10. Altmeister Sepp Bradl kam auf dem 12. Platz ein.
| Zwischenstand nach 2 Springen | Zwischenstand nach 2 Springen | Zwischenstand nach 2 Springen |
| Pos.                          | Springer                      | Punkte                        |
| ----------------------------- | ----------------------------- | ----------------------------- |
| 01.                           | Kallakorpi                    | 452,0                         |
| 02.                           | Kirjonen                      | 440,5                         |
| 03.                           | Silvennoinen                  | 438,5                         |

| Pos. | Springer           | Land           | Punkte |
| ---- | ------------------ | -------------- | ------ |
| 01   | Aulis Kallakorpi   | Finnland       | 228,0  |
| 02   | Eino Kirjonen      | Finnland       | 220,5  |
| 03   | Hemmo Silvennoinen | Finnland       | 218,5  |
| 04   | Sepp Hohenleitner  | BR Deutschland | 215,5  |
| 04   | Kjell Knarvik      | Norwegen       | 215,5  |
| 06   | Asbjørn Moland     | Norwegen       | 205,0  |
| 07   | Franz Dengg        | BR Deutschland | 203,5  |
| 08   | Lars-Åke Bergseije | Schweden       | 199,0  |
| 09   | Albin Plank        | Österreich     | 196,0  |
| 10   | Sepp Kleisl        | BR Deutschland | 195,5  |
| 10   | Franz Eder         | BR Deutschland | 195,5  |

## Innsbruck
- Datum: 6. Januar 1955[3]
- Land:  Österreich
- Schanze: Bergiselschanze

Am Dreikönigstag gelang den Norwegern die Rückkehr aufs Treppchen. Mit Einstellung des damaligen Schanzenrekords von 79 m gewann Torbjørn Ruste das Springen. Der Gesamtführende Aulis Kallakorpi stürzte im 2. Durchgang und kam nur auf Platz 20 ein. Damit war der Traum vom Gesamtsieg geplatzt. Der Finne fand sich nun auf Platz drei mit fast uneinholbaren 24,5 Punkten Rückstand auf seinen nun führenden Landsmann Hemmo Silvennoinen wieder. Der dritte Finne, Eino Kirjonen, lag allerdings nur mit zwei Punkten Rückstand auf dem zweiten Platz der Gesamtwertung. Für die Überraschung des Tages sorgte jedoch der Deutsche Max Bolkart, der auf Platz 3 einkam und Springer wie Eino Kirjonen (4.) oder Sepp Bradl (5.) hinter sich ließ. Bolkart gelang damit die 2. deutsche Podiumsplatzierung der Vierschanzentournee nach Toni Brutscher 1953.
| Zwischenstand nach 3 Springen | Zwischenstand nach 3 Springen | Zwischenstand nach 3 Springen |
| Pos.                          | Springer                      | Punkte                        |
| ----------------------------- | ----------------------------- | ----------------------------- |
| 01.                           | Silvennoinen                  | 660,5                         |
| 02.                           | Kirjonen                      | 658,5                         |
| 03.                           | Kallakorpi                    | 636,0                         |

| Pos. | Springer           | Land           | Punkte |
| ---- | ------------------ | -------------- | ------ |
| 01   | Torbjørn Ruste     | Norwegen       | 225,0  |
| 02   | Hemmo Silvennoinen | Finnland       | 222,0  |
| 03   | Max Bolkart        | BR Deutschland | 221,0  |
| 04   | Eino Kirjonen      | Finnland       | 218,5  |
| 05   | Sepp Bradl         | Österreich     | 212,0  |
| 06   | Sepp Hohenleitner  | BR Deutschland | 211,5  |
| 07   | Albin Plank        | Österreich     | 210,5  |
| 08   | Gunder Gundersen   | Norwegen       | 209,5  |
| 09   | Toni Brutscher     | BR Deutschland | 209,0  |
| 10   | Toivo Lauren       | Schweden       | 206,0  |

## Bischofshofen
- Datum: 8. Januar 1955[4]
- Land:  Österreich
- Schanze: Paul-Außerleitner-Schanze

Auch in Bischofshofen verwies der Norweger Torbjørn Ruste die Konkurrenz auf die Plätze. Stellte er im 1. Durchgang den damaligen Schanzenrekord von 91 m noch ein, so entschied er im 2. Durchgang mit dem neuen Schanzenrekord von 91,5 m das Springen mit Abstand für sich. Um den 2. Platz hingegen entbrannte ein heftiger Kampf. Dabei konnten die Finnen Silvennoinen und Kirjonen den Österreicher Sepp Bradl, der an seinem Geburtstag nach dem 1. Durchgang noch auf Platz 2 lag, abfangen und auf den 4. Platz verweisen.
| Pos. | Springer           | Land           | Punkte |
| ---- | ------------------ | -------------- | ------ |
| 01   | Torbjørn Ruste     | Norwegen       | 224,5  |
| 02   | Hemmo Silvennoinen | Finnland       | 217,5  |
| 03   | Eino Kirjonen      | Finnland       | 216,2  |
| 04   | Sepp Bradl         | Österreich     | 215,1  |
| 05   | Franz Eder         | BR Deutschland | 205,8  |
| 06   | Aulis Kallakorpi   | Finnland       | 205,1  |
| 07   | Toivo Lauren       | Schweden       | 204,2  |
| 08   | Albin Plank        | Österreich     | 201,9  |
| 09   | Kjell Knarvik      | Norwegen       | 200,8  |
| 10   | Alois Leodolter    | Österreich     | 198,0  |

## Gesamtstand
In der Gesamtwertung kamen, kaum überraschend, 3 Finnen auf den ersten 3 Plätzen ein. Dabei trennten den Zweitplatzierten
Eino Kirjonen nur 3 Punkte vom Sieger Hemmo Silvennoinen. Aulis Kallakorpis Sturz in Innsbruck verhinderte nach 2 Tagessiegen womöglich eine bessere Platzierung. Ebenso erging es dem Norweger Torbjørn Ruste. Trotz zweier Tagessiege und einem fünften Platz, aber auch einem Sturz in Garmisch, reichte es für ihn am Ende nicht mal für einen Platz unter den besten Zehn. Altmeister Sepp Bradl wurde an seinem 37. Geburtstag respektabler Vierter der Tournee.
| Pos. | Springer           | Land           | Punkte |
| ---- | ------------------ | -------------- | ------ |
| 01   | Hemmo Silvennoinen | Finnland       | 878,0  |
| 02   | Eino Kirjonen      | Finnland       | 875,2  |
| 03   | Aulis Kallakorpi   | Finnland       | 851,1  |
| 04   | Sepp Bradl         | Österreich     | 831,1  |
| 05   | Kjell Knarvik      | Norwegen       | 824,3  |
| 06   | Albin Plank        | Österreich     | 818,2  |
| 07   | Sepp Kleisl        | BR Deutschland | 799,5  |
| 08   | Franz Dengg        | BR Deutschland | 791,4  |
| 09   | Asbjørn Moland     | Norwegen       | 790,6  |
| 10   | Lars-Åke Bergseije | Schweden       | 788,9  |
| 10   | Max Bolkart        | BR Deutschland | 788,9  |